# Chirag Paswan

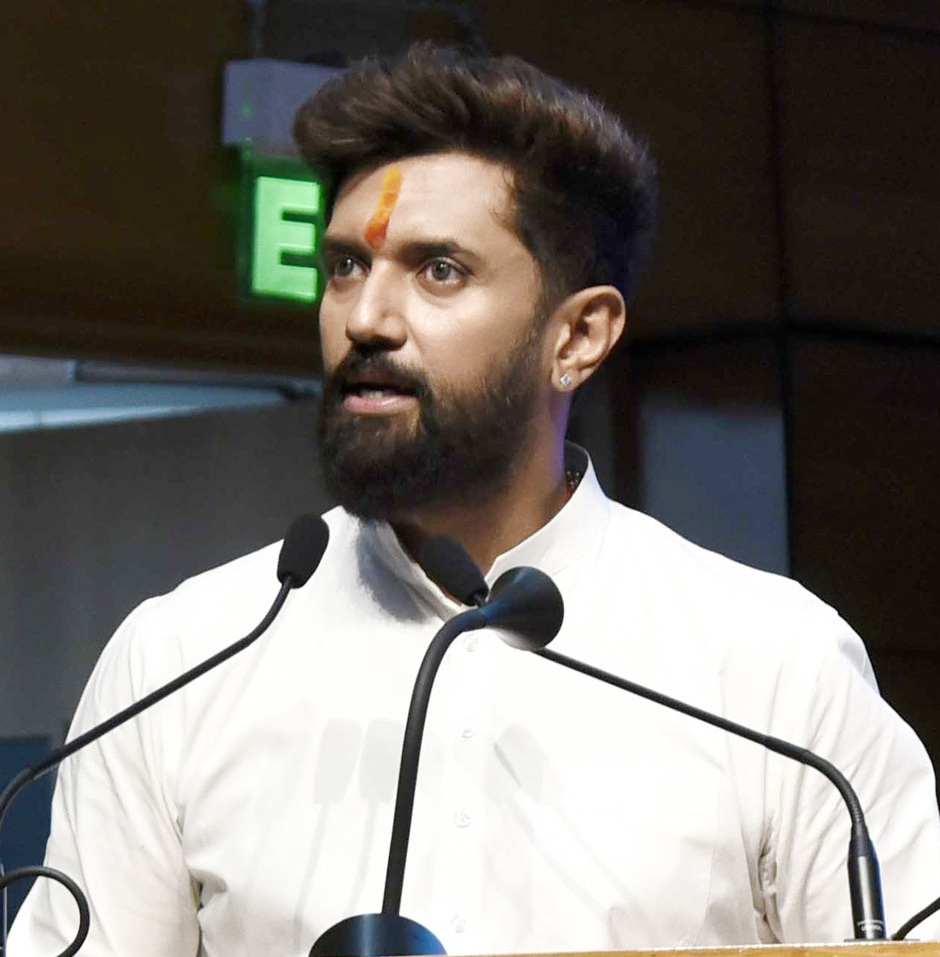
Chirag Paswan (2024)

Chirag Kumar Paswan (Hindi चिराग कुमार पासवान; geboren am 31. Oktober 1982 in Neu-Delhi) ist ein indischer Politiker und ehemaliger Schauspieler, der seit 2021 als 1. Vorsitzender der Lok Janshakti Party (Ram Vilas), von 2019 bis 2021 als 2. Vorsitzender der Lok Janshakti Party und seit 2024 als Abgeordneter des Lok Sabha Wahlkreises Hajipur im Parlament sitzt. Seit 2024 ist er Minister für die Lebensmittelindustrie. Er ist der Sohn des verstorbenen Parlamentsabgeordneten und Eisenbahnministers Ram Vilas Paswan.

## Frühes Leben
Chirag Paswans Vater Ram Vilas Paswan, ehemaliger Eisenbahnminister und Gründer der Lok Janshakti Party (LPJ), stammte aus Bihar und war zwei Mal verheiratet, und zwar von 1969 bis zur Scheidung 1981 mit Rajkumari Devi sowie von 1982 bis zu seinem Tode mit Reena Paswan, eine punjabitische Flugbegleiterin aus Amritsar, die die Mutter von Chirag Paswan. Die Familie väterlicherseits gehört zu der Bevölkerungsgruppe der Paswan.
Ab 2005 Paswan studierte drei Semester Computertechnik am Institute of Engineering and Technology in Jhansi, erreichte jedoch keinen Abschluss. 2011 spielte er neben Kangana Ranaut in dem Hindi-Film Miley Naa Miley Hum (2011).

## Politische Karriere
2013 wurde er zum Fraktionsvorsitzenden der Lok Janshakti Party (LJP) ernannt. 2014 kandidierte Paswan bei den Parlamentswahlen für die Lok Janshakti Party(LJP) im Wahlkreis Jamui. Er gewann den Sitz und besiegte seinen Konkurrenten Sudhansu Shekhar Bhaskar von der Rashtriya Janata Dal mit über 85 000 Stimmen. In seiner ersten Amtszeit war er Mitglied des Ständigen Ausschusses für Gesundheit und Familienfürsorge, des Beratenden Ausschusses des Ministeriums für Humanressourcenentwicklung, des Ausschusses für lokale Entwicklungsprogramme für Parlamentsabgeordnete (MPLADS), des Ausschusses für Hindi-Beratung der Abteilungen für wirtschaftliche Angelegenheiten und Finanzdienstleistungen im Finanzministerium, des Ständigen Ausschusses für Wissenschaft und Technologie, Umwelt und Wälder, des Gemeinsamen Ausschusses für das Recht auf gerechte Entschädigung und Transparenz beim Gesetzentwurf über Landerwerb, Rehabilitation und Wiederansiedlung und des Gemeinsamen Ausschusses für das Gesetz über den Schutz der Menschenrechte.
Bei den Wahlen 2019 behielt Paswan seinen Sitz mit insgesamt 528.771 Stimmen und besiegte Bhudeo Choudhary. Zuvor hatte bereits Paswans Vater den Wahlkreis acht Mal seit 1977 gewonnen. Während seiner zweiten Amtszeit wurde er mit der Leitung des Ständigen Ausschusses für Personal, öffentlicher Ärgernisse, Recht und Gerechtigkeit, des Ausschusses für allgemeine Angelegenheiten der Lok Sabha, des Ständigen Ausschusses für Industrie und des Beratenden Ausschusses des Ministeriums für Gesundheit und Familienfürsorge betraut.
Im Oktober 2020, nach dem Tod seines Vaters, wurde Paswan, als Nachfolger seines Vaters, Parteivorsitzender der LJP, und trat mit ihr aus Nationalen Demokratischen Allianz (NDA) aus, um bei den Parlamentswahlen in Bihar anzutreten. Im Vorfeld der bevorstehenden Parlamentswahlen in Bihar hatte Chirag Paswan die Kampagne Bihar First, Bihari First ins Leben gerufen, um die Aufmerksamkeit der Jugend von Bihar zu gewinnen. Diese Kampagne zielte darauf ab, den Staat Bihar gründlich zu entwickeln. Paswan fügte hinzu, dass Bihar unbedingt zum führenden Bundesstaat in Indien gemacht werden müsse. Die Partei konnte alle sechs Sitze für Bihar gewinnen.
Am 27. Februar 2021 spendete Paswan 110.000 Rupees für den Bau des Ram Mandir in Ayodhya und sagte, es sei die Pflicht eines jeden, der zu den benachteiligten Schichten der Gesellschaft gehöre, sich in dieser Hinsicht einzusetzen.
Am 14. Juni 2021 wurde er von seinem Onkel Pashupati Kumar Paras, der den Sitz für Hajipur hielt, als Vorsitzender der LJP abgelöst. Sein Onkel und vier weitere Abgeordnete hatten gegenüber Chirag Paswan förmlich das Misstrauen ausgesprochen. Einen Tag später wurden die fünf rebellierenden Abgeordneten wegen parteifeindlicher Aktivitäten aus der LJP ausgeschlossen, darunter seinen Onkel Pashupati Kumar Paras und seinen Cousin Prince Raj. Gleichzeitig verlor die LJP die damit verbundenen Parlamentssitze. Die fünf Abtrünnigen schlossen sich der Fraktion der Bharatiya Janata Party an, Paras wurde zum Minister für die Lebemittelverarbeitende Industrie (the Ministry of Food Processing Industries (MOFPI)) im Kabinett Modi.
Dies zwang Paswan, eine neue politische Gruppierung zu gründen, die Lok Janshakti Party (Ramvilas Paswan), die mit Hajipur, Jamui, Khagaria, Samastipur und Vaishali alle fünf Sitze in Bihar bei den Lok Sabha-Wahlen im Juni 2024 gewann. Den Sitz für Hajipur, dessen Amtsinhaber sein Onkel Pashupati Kumar Paras war, bekleidete Paswan selbst. Ebenso wurde er Minister für die Lebensmittelindustrie (the Ministry of Food Processing Industries (MOFPI)) im 3. Kabinett von Narendra Modi. Dieses Amt hatte zuvor sein Onkel inne.

## Filmografie
- 2011: Miley Naa Miley Hum